# Xanthopimpla annulata
Xanthopimpla annulata là một loài tò vò trong họ Ichneumonidae.